# Nina Ximenes
Nina Ximenes (Fortaleza, 10 de dezembro de 1963), é uma cantora, compositora, escritora, dramaturga, roteirista e bióloga brasileira.

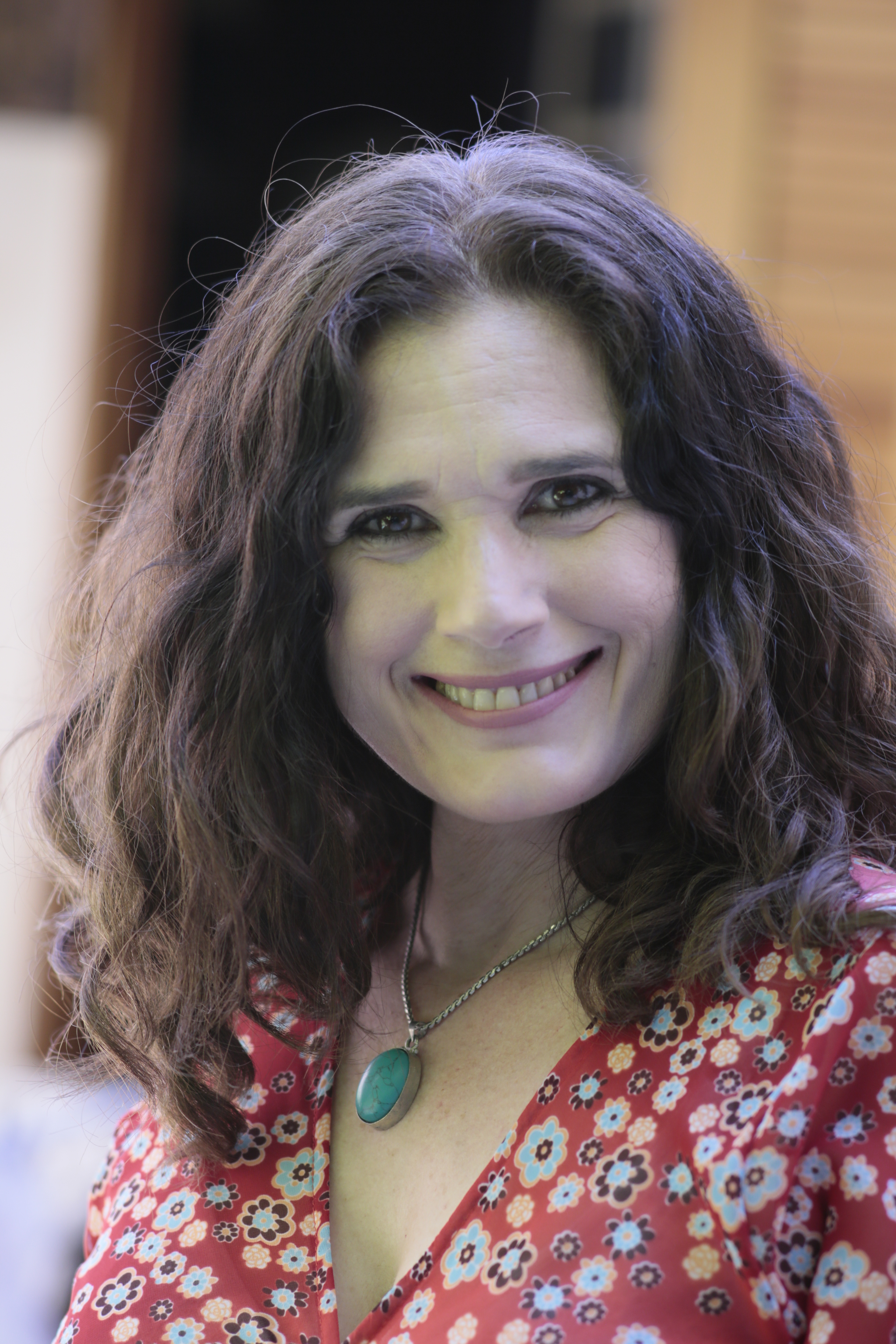
Nina Ximenes (foto: Zé Rubens Moldero)

## Biografia
Residente em São Paulo desde os quatro anos de idade, atua em música, roteirização, literatura, dramaturgia e pesquisa científica. Iniciou a carreira musical aos 15 anos, com trabalhos lançados no Brasil e no exterior como cantora, compositora e produtora musical.
Como escritora, roteirista e dramaturga, desenvolve trabalhos em audiovisual, teatro e publicações literárias.
Formada em Ciências Biológicas, com especializações em Educação Ambiental e Agrohomeopatia, também realiza pesquisas no campo da botânica e da homeopatia.

## Formação acadêmica e cursos
- Bacharelado e Licenciatura em Ciências Biológicas pela Faculdade de Ciências da Saúde (FACIS).
- Especialização em Educação Ambiental pela ESAB (Escola Superior Aberta do Brasil).
- Curso de Especialização em Agrohomeopatia pela Universidade Federal de Viçosa.
- Curso avançado de Agrohomeopatia pelo Instituto Comenius, México.
- Curso de Roteirização pela O2 Filmes.
- Curso de Locução pelo SENAC, São Paulo.

## Música
- Atividades musicais desde 1978, com destaque para prêmio de melhor intérprete no Festival de Música do Colégio COC, em Ribeirão Preto.
- Gravou o CD independente "Nina Ximenes", em 2001, com a participação de grandes músicos brasileiros.
- Participou do 8.º Prêmio Visa de Música Brasileira – Edição Vocal, em 2005.
- Participou do concurso internacional 2008 Culturas, sendo selecionada para a final.
- Atualmente, é membro dos trios "Xiambê" (bossa nova e músicas de compositores estrangeiros) e "Triskelion" (new age), além de seguir com sua carreira solo.
- Representada por empresas de sincronização musical, incluindo Music Supervisor (California - EUA) e ARC Music (Reino Unido).
- Lançou o álbum solo "Natural", em dezembro de 2019, pela gravadora Kuarup, com colaborações de músicos renomados, como Toquinho, Jane Duboc, Omar Izar, Oswaldinho do Acordeon, Papete, entre outros.
- Lançou, de 2021 a 2024, também pela gravadora Kuarup, os singles "Amor de Guardar", "Uma Chuva", "Cristalino", todos de sua autoria, com letras de Carlos Castelo, "Dó Ré Mi", com Marco Bernardo, “Quanto a amei”, com ZeCarlos Lássi e “Palhaço”, com Pedro Lazarini e Jaques Morelenbaum.
- Lançou, em outubro de 2024, pela Aucourant Records, dos Estados Unidos, o EP "Triskelion - Forest Tale", com Roberto Gava e Alex Braga.

## Publicações
- "Castigo, um roteiro para cinema e TV" (Ed. Writers), 2001.
- Co-autora de "Lugar de Mulher É na Cozinha"  (Ed. Draco), 2012.
- Conto "A Vaca", publicado na revista Paradoxo, de Portugal, especializada em ficção científica e fantasia.
- Outros livros , como "As Flores Negras de Emengarda" (com ilustrações de Jorge Barreto) e textos de teatro foram publicados através da Amazon
- Literatura Infantojuvenil: obras publicadas pelo APP Tika Books, incluindo "O Mistério das Cenouras" e "A Bruxa Xênia". Além disso, tem obras divulgadas no canal do YouTube "Contos da Vovó Lili", apresentadas pela atriz Eliana Guttman.

## Livros traduzidos
"Essência da Matéria Médica Pediátrica" (de Pravin B. Jain), "O Lado Esquerdo do Cérebro" e "A Tomada do Caso em Homeopatia" (ambos de Dinesh Chauhan), "Agrohomeopatia Avançada" (de Radko Tichavský), "Sobrevivência - Os Moluscos" e "Manjhi - O Barqueiro" (ambos de Rajan Sankaran), publicados pela Editora Organon.

## Multimídia
- Produtos de multimídia: autora de CD-ROMs educacionais pela Paulinas Multimídia, como: “O Menino Jesus”, “O Mundo Encantado da Música” e “Padre Zezinho: Cantando a Fé”.

## Produções teatrais
- "Uma Flor de Princesa" (infantil), no Teatrinho da Livraria Saraiva;
- "Bora Balzaquiar - Não Minta, Você Passou dos Trinta" , dirigida por Paulo Goulart Filho, que ficou em cartaz por cinco temporadas em São Paulo, entre 2016 e 2018.
- "Enquanto chovia", que teve sua leitura dramática online, através do “Projeto Palco Virtual” do Itaú Cultural, em setembro de 2020.

## Curtas-Metragens
- "ChatGPT e Eu", 2023.
- "Janela da Mente/Window of the Mind", 2019, em exibição pela plataforma CultSPPlay.
- "Caminhos", produzido pela prefeitura de Paranaguá-PR.
- "O Menino Jesus", animação produzida pela Paulinas Multimídia, em 1998.

## Premiações
- "ChatGPT e Eu" (segundo lugar no FilmsTube, festival de curtas-metragens de Hamburgo, Alemanha, em dezembro de 2023) .
- Seu roteiro de longa-metragem "Acauã", ganhou a 1ª Edição do Prêmio Aldir Blanc de Apoio à Cultura da Cidade de São Paulo - Módulo 6 - Antonio Bivar - premiação de roteiros e textos criativos de audiovisual, teatro, dança, circo, artes visuais e literatura já desenvolvidos ou em desenvolvimento na cidade de São Paulo (Edital nº 24/2020).

## Links externos:
Spotify
YouTube
LinkedIn